# آشاغی کورت‌اوغلو (اردهان)
آشاغی کورت‌اوغلو (به ترکی استانبولی: Aşağıkurtoğlu) یک منطقهٔ مسکونی در ترکیه است که در اردهان واقع شده‌است.